# Hellmuth Felmy
Hellmuth Felmy (* 28. Mai 1885 in Berlin; † 14. Dezember 1965 in Darmstadt) war ein deutscher General der Flieger im Zweiten Weltkrieg, der im Prozess Generäle in Südosteuropa 1948 als Kriegsverbrecher verurteilt wurde.

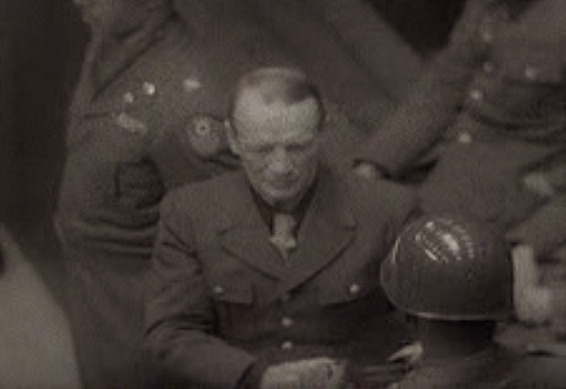
Hellmuth Felmy 1948 bei seiner Verurteilung

## Leben
Felmy trat am 18. Oktober 1904 als Fähnrich in das Infanterie-Regiment „von der Marwitz“ (8. Pommersches) Nr. 61 ein. Nach Beförderungen am 18. August 1905 zum Leutnant und am 21. Januar 1913 zum Oberleutnant wurde er nach Ausbruch des Ersten Weltkriegs am 24. Dezember 1914 zum Hauptmann ernannt.
Während des Ersten Weltkrieges war Felmy Fliegeroffizier u. a. Führer der „Fliegerabteilung 300“, die den Beinamen „Pascha“ trug. Die Abteilung flog von 1916 bis 1918 in Palästina. Auf dem dortigen Kriegsschauplatz war Felmy der bei den britischen Streitkräften berühmteste deutsche Pilot. Als ein 'Nebenprodukt' militärischer Aufklärungstätigkeit (Aufklärungs-Fotografie) entstand die 'Flug-Archäologie', da sich antike Bauwerke aus der Luft eindeutig abzeichneten, während sie vom Boden aus nicht zu erkennen waren. Während seiner Zeit im Nahen Osten kappte Felmy mittels eines Luftlande-Unternehmens – zusammen mit seinem Kameraden Oberleutnant Richard Falke – eine britische Fernwasserleitung. Das britische Expeditionskorps hatte dadurch kurzfristige Versorgungsprobleme. Die am 25. Mai 1917 versuchte Sprengung der wichtigen Eisenbahnstrecke bei El Qantara, weit hinter der Frontlinie, schlug allerdings fehl. Gegen Ende des Ersten Weltkrieges wurde Felmy 1918 zum Oberkommando der Schutztruppen im Reichskolonialamt versetzt.
Da die Reichswehr laut den Bestimmungen des Versailler Vertrages keine Flugzeuge mehr besitzen durfte, diente Felmy während der Weimarer Republik bei den Kraftfahrtruppen und in der Infanterie, in der er am 1. Januar 1927 zum Major ernannt wurde. Am 1. November 1933 trat er als Oberst in die noch getarnte, im Aufbau befindliche Luftwaffe ein und war zunächst Kommandeur der Fliegerwaffenschulen. Am 1. Januar 1936 zum Generalmajor befördert, wurde er Kommandierender General im Luftkreis VII. Nach seiner Beförderung zum Generalleutnant am 20. April 1937 und am 4. Februar 1938 zum General der Flieger, wurde er am 1. April 1938 Befehlshaber des Luftwaffen-Gruppenkommandos 2, aus dem im Februar 1939 die Luftflotte 2 gebildet wurde.
Bei Kriegsbeginn war Felmy Oberbefehlshaber der Luftflotte 2, die während des Überfalls auf Polen und des Sitzkrieges im Westen eingesetzt war. Er wurde jedoch am 12. Januar 1940 seines Kommandos enthoben und aus der Wehrmacht entlassen, weil zwei zu seinem Stab gehörende Offiziere sich bei schlechtem Wetter verflogen hatten und mit ihrem Flugzeug in Belgien notgelandet waren (Mechelen-Zwischenfall). An Bord hatten sie Unterlagen über die geplante Westoffensive (gegen die neutralen Benelux-Staaten), die dadurch zum Teil in die Hände des Gegners gelangten.
Nach der Ausweitung des Krieges in den Mittelmeerraum wurde Felmy wegen seiner Nahost-Erfahrung im Heer reaktiviert. Vom 23. Mai bis zum 20. Juni 1941 leitete Felmy von Griechenland aus eine sogenannte „Deutsche Militärmission nach dem Irak“ mit dem Decknamen „Sonderstab F“ (für Felmy), die über 40 Mitarbeiter verfügte (Zahl: Stand Ende Mai 1941). Ihre Aufgaben waren: die anti-britischen Militärs im Irak zu unterstützen, die dort im April durch einen Militärputsch die Macht übernommen hatten, darüber hinaus weitere anti-britische Militärs im Raum; Erfahrungen und geheime Informationen zu sammeln für die Wehrmacht. Ende Mai traf sich Felmy mit Fritz Grobba und Joachim Ribbentrop zum Thema „Politische Vorbereitungen für die deutsche Offensive durch die arabischen Länder“. Die drei meinten, die Araber seien den Briten gegenüber feindlich gesinnt, diese ihre Haltung sei durch deutsche Radiosendungen und Flugblätter zu fördern.
Felmy wurde am 21. Juni 1941 Befehlshaber Südgriechenland unter dem Wehrmachtbefehlshaber Südost, behielt aber seine Stellung als Chef des Sonderstabs F bei, der direkt dem OKW unterstand und dessen Aufgaben in einer „Dienstanweisung für den Sonderstab F“ vom gleichen Tag nochmals erweitert und präzisiert wurden. Demnach sollte der Sonderstab F „die zentrale Außenstelle für alle Fragen der arabischen Welt, die die Wehrmacht betreffen“ werden. Ferner wurde aus Soldaten der Wehrmacht und arabischen Übersetzern der sogenannte Sonderverband 288 aufgestellt, zu dem später noch der Sonderverband 287, auch „Deutsch-Arabische Legion“ genannt, kam.
Im September 1942 wurde aus Felmys Stab in Südrussland ein Generalkommando z. b. V. aufgestellt, das für Unternehmen jenseits des Kaukasus bis zum Persischen Golf vorgesehen war und dem neben dem Sonderverband 287 noch verschiedene Ost-Einheiten unterstanden. Insgesamt umfassten die Felmy unterstellten Einheiten etwa 6000 Mann. Aufgrund des Kriegsverlaufs (Scheitern des Unternehmens Edelweiß im Kaukasus, Niederlage in der Schlacht von Stalingrad) wurden diese Pläne hinfällig und Felmy kehrte Anfang 1943 nach Griechenland zurück. Sein Korps wurde jetzt in LXVIII. Armeekorps umbenannt und nahm beim Fall Achse an der Entwaffnung der italienischen Truppen in Griechenland teil.
In konspirativer Vereinbarung mit dem Archäologen Roland Hampe, Kunstschutz Deutsches Archäologisches Institut Athen, und einem griechischen Rechtsanwalt aus Kreta wurden von Felmy die Modalitäten des deutschen Rückzuges aus Griechenland gegenüber dem Sicherheitsdienst des Reichsführers SS (SD) mit einem Junktim festgelegt: Demontage der bereits montierten Sprengladungen am Marathon-Stausee und am Elektrizitätswerk in Piräus sowie Freilassung der Insassen des Konzentrationslagers Chaidari bei Athen, u. a. des Erzbischofes Damaskinos Papandreou, Erklärung Athens zur „offenen Stadt“ gegen ein Geleit des SD durch die Wehrmacht zurück nach Deutschland durch die bereits zusammengebrochene Südostfront. Die Männer des SD in Athen stimmten zu. Papandreou konnte sich mit den griechischen Partisanen dahingehend einigen, dass diese von Attacken auf die abziehenden Truppen absahen und Athen daher im Oktober 1944 beim Abzug der Deutschen und Einzug der Briten nicht durch Gefechte zerstört wurde. Während des Rückzugs vom Balkan tauschte Felmy im Dezember den Posten mit Friedrich-Wilhelm Müller und übernahm dessen XXXIV. Armeekorps, das er bis zum Kriegsende führte.

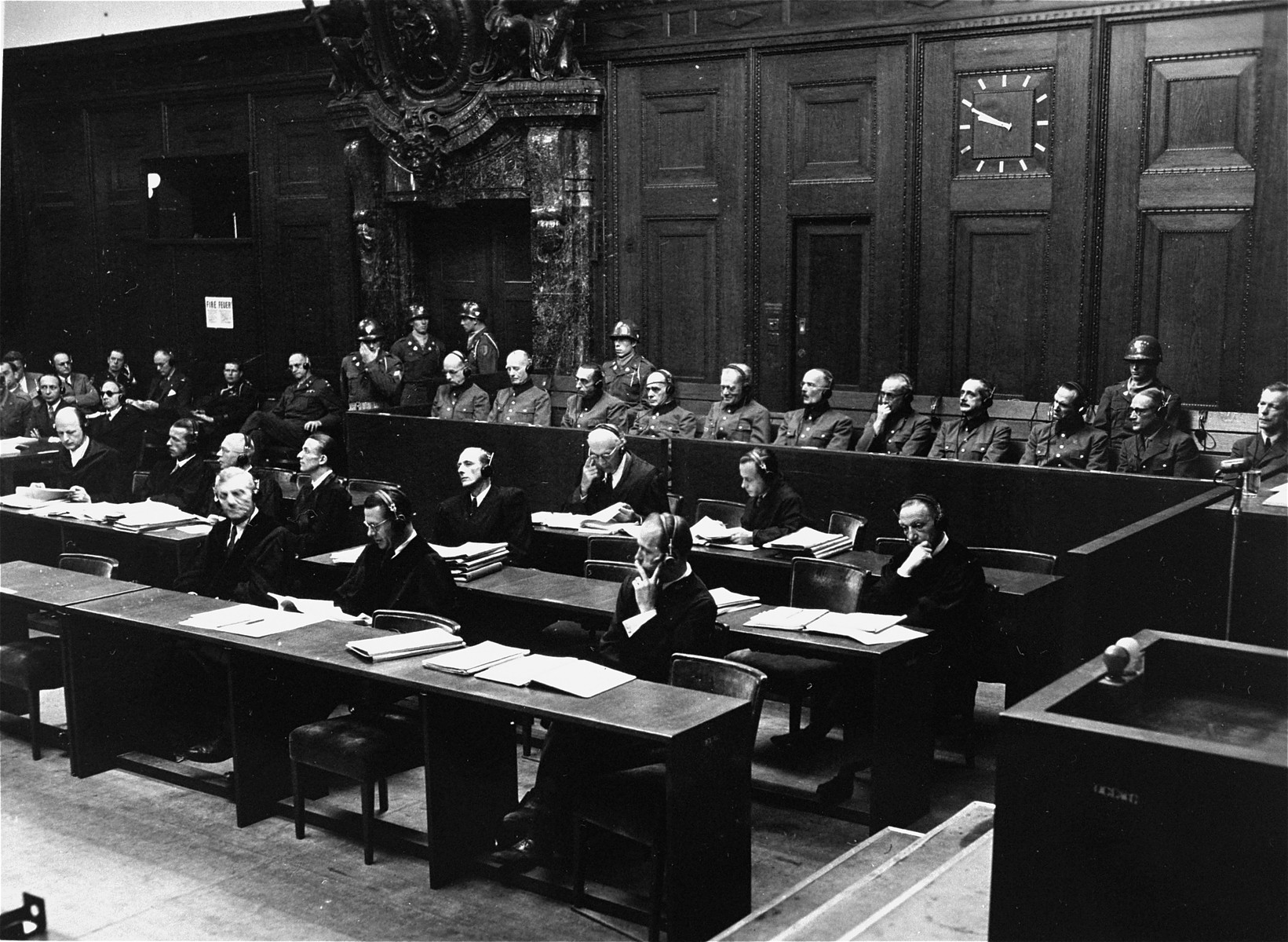
Die Angeklagten im Nürnberger Geiselmord-Prozess

Nach Kriegsende 1945 wurde Felmy in den Nürnberger Prozessen 1948 als Kriegsverbrecher im Geiselmord-Prozess angeklagt und zu 15 Jahren Haft für seine Beteiligung an Kriegsverbrechen in Griechenland verurteilt. Sein Verteidiger war Heinz Müller-Torgow. Im Zuge der intensivierten Diskussion der westdeutschen Wiederbewaffnung nach Ausbruch des Koreakrieges ab Sommer 1950 reduzierte Hochkommissar John McCloy am 31. Januar 1951 auf Empfehlung des „Advisory Board on Clemency for War Criminals“ (Peck Panel) die Haftstrafe von Felmy auf zehn Jahre. Felmy wurde dann, wie die meisten Kriegsverbrecher, vorzeitig freigelassen; bereits am 15. Dezember 1951 verließ er das Kriegsverbrechergefängnis Landsberg.
In Darmstadt lebend war er seit 1952 beratend und seit 1960 als Beisitzer im Vorstand der Traditionsgemeinschaft „Alte Adler“ tätig, wie sich damals Flugpioniere nannten, die vor Ausbruch des Ersten Weltkriegs am 1. August 1914 in Deutschland die Prüfung zum Flugzeugführer gemäß den Bestimmungen des Deutschen Luftfahrer-Verbandes bestanden hatten.
Felmy war der ältere Bruder des Generalmajors Gerhard Felmy. Hellmuth Felmy war verheiratet mit Helene Felmy, geb. Boettcher, und der Vater des deutschen Theater- und Filmschauspielers Hansjörg Felmy sowie dessen zwei älterer Brüdern Helmut (* 1927) und Hubertus (* 1928).

## Auszeichnungen
- Kronenorden IV. Klasse[8]
- Eisernes Kreuz (1914) II. und I. Klasse[8]
- Ritterkreuz des Königlichen Hausordens von Hohenzollern mit Schwertern[8]
- Hanseatenkreuz Hamburg[8]
- Österreichisches Militärverdienstkreuz III. Klasse mit der Kriegsdekoration[8]
- Eiserner Halbmond[8]
- Silberne Imtiyaz-Medaille mit Säbel[8]
- Silberne Liakat-Medaille mit Säbel[8]
- Preußisches Militär-Flugzeugführer-Abzeichen[8]
- Wehrmacht-Dienstauszeichnung IV. bis I. Klasse
- Spange zum Eisernen Kreuz II. und I. Klasse
- Deutsches Kreuz in Gold am 16. Januar 1945